# Northeast-Airlines-Flug 823
Am 1. Februar 1957 stürzte auf dem Northeast-Airlines-Flug 823 (Flugnummer: NE823, Funkrufzeichen: NORTHEAST 823), einem Inlandslinienflug der Northeast Airlines von New York City nach Miami eine Douglas DC-6A ab, nachdem die Piloten kurz nach dem Start die Kontrolle über die Maschine verloren. Bei dem Unfall kamen 20 der 101 Menschen an Bord ums Leben.

## Maschine
Bei der auf Flug 823 eingesetzten Maschine handelte es sich um eine Douglas DC-6A, die ihren Erstflug im Jahr 1955 absolviert hatte. Es war die 543. endmontierte DC-6 aus laufender Produktion mit der Werknummer 44678 und der Modellseriennummer 543. Sie wurde am 26. Januar 1955 an die Flying Tiger Line ausgeliefert und durch diese mit dem Luftfahrzeugkennzeichen N34954 zugelassen. Die Northeast Airlines übernahm die Maschine im November 1956. Die Maschine war mit vier Sternmotoren des Typs Pratt & Whitney R-2800 ausgestattet. Bis zum Zeitpunkt des Unfalls hatte die Maschine eine Gesamtbetriebsleistung von 8.317 Betriebsstunden absolviert.

## Passagiere und Besatzung
Den Flug von New York City nach Miami hatten 95 Passagiere angetreten. Es befand sich eine sechsköpfige Besatzung an Bord: 
- Der 48-jährige Flugkapitän Alva V. R. Marsh wurde 1938 durch Northeast Airlines eingestellt und am 1. Mai 1939 zum Flugkapitän befördert. Er war im Besitz von Musterberechtigungen für die Flugzeugtypen Douglas DC-3, Douglas DC-4, Douglas DC-6, Douglas DC-7 und Convair CV-240. Er verfügte über 16.630 Stunden Flugerfahrung, wovon 85 Stunden auf die Douglas DC-6 entfielen.
- Der 40-jährige Erste Offizier Basil S. Dixwell, der auf dem Flug die Rolle des Ersten Offiziers ausübte, wurde im Jahr 1942 als Pilot durch Northeast Airlines eingestellt und am 18. März 1943 zum Flugkapitän befördert. Er verfügte über Musterberechtigungen für die Flugzeugtypen Douglas DC-3, Douglas DC-4, Douglas DC-6, Curtiss C-46 und Convair CV-240. Dixwell hatte von seinen 8.943 Stunden Flugerfahrung 17 Stunden in der DC-6 abgeleistet.
- Der 33-jährige Flugingenieur Angelo V. Andon war am 19. Juli 1946 als Mechaniker durch die Northeast Airlines eingestellt worden, ab dem 21. Dezember 1956 war er Flugingenieur. Er verfügte über 168 Stunden Flugerfahrung mit der Douglas DC-6.
- Die Flugbegleiterin Doris Steel wurde am 16. Juni 1946 durch Northeast Airlines eingestellt. Am 10. Januar 1957 qualifizierte sie sich für die Douglas DC-6.
- Die Flugbegleiterin Catherine Virchow arbeitete seit dem 24. Juni 1953 für die Northeast Airlines und war seit dem 21. Januar 1957 für die DC-6 zugelassen.
- Die Flugbegleiterin Emily Gately gehörte der Northeast Airlines seit dem 21. Juni 1956 an. Sie war zunächst für die Douglas DC-3 sowie Maschinen von Convair zugelassen und qualifizierte sich später auch für die Douglas DC-6.

## Unfallhergang
Die nahezu an ihr Höchstabfluggewicht beladene und mit Passagieren besetzte Maschine sollte planmäßig vom LaGuardia Airport zum Flug zum Miami International Airport starten, wobei Schneefälle den Abflug verzögerten. Der Startlauf begann schließlich um 18:01 Uhr von der Startbahn 04 und verlief bis auf die Tatsache, dass das Bugfahrwerk zu Beginn über die eisglatte Startbahnoberfläche rutschte, ohne besondere Vorkommnisse. Nach dem Start wurden das Fahrwerk und die Auftriebshilfen eingefahren. Unmittelbar darauf wechselten die Piloten in den Instrumentenflug. Der Flugkapitän überwachte die Fluggeschwindigkeit, die Steigrate und den geflogenen Kurs. Die Maschine sollte eigentlich auf einem Kurs steigen, der der Ausrichtung der Landebahn entsprach, kam jedoch von diesem Kurs nach links ab, was die Piloten nicht bemerkten. Etwa 60 Sekunden nach dem Start streifte die auf einem Kurs von 285 Grad befindliche Maschine die Kronen kleinerer Bäume auf der Gefängnisinsel Rikers Island. Die linke Tragflächenspitze bekam daraufhin Bodenkontakt, 150 Fuß später auch die rechte. Die Maschine prallte schließlich auf dem Boden auf und schlitterte etwa 1.500 Fuß weiter.

## Ursache
Das Civil Aeronautics Board übernahm nach dem Unfall die Ermittlungen zur Unfallursache. Der Abschlussbericht wurde am 6. März 1958 veröffentlicht. Die Ermittler stellten fest, dass die Maschine nach dem Start eine Kurve von 119 Grad geflogen war und anschließend an Höhe verloren hatte. Sie merkten an, dass die Evakuierung der Maschine dadurch erschwert war, dass die Hauptkabinentür durch den Unfall deformiert wurde und sich daraufhin nicht öffnen ließ. Die Ermittler sahen die Ursache des Unfalls in dem Versäumnis des Flugkapitäns, die Fluginstrumente nach dem Start ordentlich zu überwachen und korrekt zu interpretieren sowie seinem Unvermögen, die Kontrolle über die Maschine zu behalten.